# Microgale jobihely
Microgale jobihely — вид  ссавців родини Тенрекові (Tenrecidae).

## Поширення, екологія
Відомо тільки з двох місць на південно-західних схилах масиву Царатанана на Мадагаскарі від 1420 до 1680 м. Здається, ви дуже локалізований. Голотип був зібраний в гірських лісах.

## Загрози та охорона
Дві ділянки, з яких цей вид був записаний є відносно віддалені лісові області. Є з боку місцевих людей тиск на ліси, в основному у вигляді підсічно-вогневого землеробства, а також некомерційного видобутку деревини. Крім того, болота, близькі до місць, де отримано цей вид нині перетворюються в рисові поля. Область, де вид був записаний знаходиться за межами території, що охороняється: Reserve Naturelle Integrale du Tsaratanana.